# Nemesszalók
Nemesszalók is een plaats (község) en gemeente in het Hongaarse comitaat Veszprém. Nemesszalók telt 1007 inwoners (2001).